# پل لینوود
پل لینوود (انگلیسی: Paul Linwood؛ زادهٔ ۲۴ اکتبر ۱۹۸۳) بازیکن فوتبال اهل بریتانیا است.
از باشگاه‌هایی که در آن بازی کرده‌است می‌توان به باشگاه فوتبال ترانمره راورز، باشگاه فوتبال سالفورد سیتی، باشگاه فوتبال گریمزبی تاون، باشگاه فوتبال چستر سیتی، باشگاه فوتبال چستر، باشگاه فوتبال ورکسام، و باشگاه فوتبال فلیتوود اشاره کرد.